# Сироватський Сергій Іванович
Сергій Іванович Сироватський (2 березня 1925 — 26 вересня 1979) — радянський фізик і астрофізик.

## Наукова біографія
Родився у Березнегуватому Миколаївської області. У 1951 закінчив Московський університет. Після закінчення аспірантури у Фізичному інституті АН СРСР працював в цьому інституті, завідував сектором. Професор Московського фізико-технічного інституту.
Наукові роботи відносяться до космічної фізики та фізики плазми. Сформулював замкнуту систему рівнянь магнітної гідродинаміки у формі законів збереження. Досліджував деякі проблеми стійкості магнітогідродинамічних розривів; знайшов клас точних рішень рівнянь магнітної гідродинаміки, відповідних руху середовища вздовж магнітного поля довільного виду, зокрема розв'язав задачу про виштовхуючу силу в магнітній гідродинаміці. Результати цих робіт широко застосовуються у фізиці космічного простору. У циклі радіоастрономічних досліджень розвинув теорію синхротронного випромінювання в застосуванні до космічних умов; розробив метод обчислення інтенсивності цього випромінювання і з його допомогою отримав важливий висновок про природу релятивістських електронів у Галактиці, показавши, що вони прискорюються безпосередньо в джерелах. Отримав і досліджував рівняння, що визначають трансформацію спектрів радіовипромінювання під впливом втрат енергії електронів; це дало можливість оцінити вік деяких космічних радіоджерел. В області астрофізики космічних променів проаналізував (спільно з В. Л. Гінзбургом) загальні питання теорії походження космічних променів, розглянув їхній хімічний склад і трансформацію при блуканні в міжзоряному просторі, вказав механізм, що забезпечує переважне прискорення важких іонів. Отримав ряд важливих результатів, що стосуються спектру та інтенсивності електромагнітного випромінювання, яке виникає при деяких процесах в гамма- та рентгенівських джерелах. Роботи Сироватського з проблеми динаміки плазми в сильних вморожених магнітних полях відкрили можливість пояснити виникнення прискорених частинок при спалахах на Сонці, генерацію космічних променів в турбулентних магнітних полях оболонок наднових зірок, нестаціонарних галактичних ядрах і квазарах.
Автор монографії «Походження космічних променів» (спільно з В. Л. Гінзбургом, 1963).